# Governatorato di Char'kov
Il governatorato di Char'kov (in russo Харьковская губерния?, Char'kovskaja gubernija) era una gubernija dell'Impero russo. Il capoluogo era Char'kov.
Si trovava tra 48° 30' e 51° di latitudine nord e tra 31° 30' e 37° 30' di longitudine est.

## Storia
Prima dell'introduzione del governo provinciale nelle terre della Sloboda Ucraina, c'era un'amministrazione cosacca di cento reggimenti, che esisteva sulla base dei dati reali zaristi, che concedeva il privilegio all'anziano slobid di governare secondo "Cherkasian custom", nonché una serie di privilegi sociali ed economici.
Al momento dell'abolizione dell'autonomia dei reggimenti Slobid, c'erano 5 reggimenti: i reggimenti Kharkiv, Okhtyr, Sumy, Izyum e Ostrogoz.
Il 28 luglio (7 agosto) 1765, con decreto dell'imperatrice Caterina II di Russia "Sull'istituzione di una struttura civile decente nei reggimenti Slobod e sull'istituzione di uffici provinciali", fu creato un governo civile negli ex reggimenti Slobod - la provincia Sloboda Ucraina, composta da 5 province: Kharkiv, Okhtyr, Sumy, Izyum e Ostrogozka — territori di ex reggimenti slobid.
Secondo il nuovo sistema amministrativo, basato sul decreto di Caterina II "Istituzioni per la gestione delle province" del 7 novembre 1775, fu creata una nuova unità amministrativa: il Governatorato di Kharkiv, che consisteva nelle seguenti contee: Kharkiv, Chuguiv, Vovchan, Zolochiv, Valkiv, Okhtyr, Krasnokut, Bogoduhiv, Sumy, Myropil, Bilopol, Lebedyn, Nedrigailiv, Khotmyzh e Izyum.
Il 25 aprile 1780 fu firmato il decreto dell'imperatrice Caterina II sulla creazione del Governatorato di Kharkiv, che consisteva in 15 contee ("Sulla fondazione di Kharkiv Gubernia e sulla sua creazione da 15 uezdov").
Nel 1797, l'unità amministrativa restituì il suo nome precedente: provincia slobid-ucraina, nel 1835-1925, provincia di Kharkiv. La divisione amministrativa fu finalmente formata nel 1856, quando 13 contee facevano parte della provincia di Kharkiv.
Il potere giudiziario e l'amministrazione distrettuale militare per le province di Kharkiv, Kursk, Voronezh, Oryol, Katerynoslav e Tambov erano concentrati a Kharkiv.
Come risultato della rivoluzione di febbraio del 1917 nell'impero russo, il potere zarista fu rovesciato sul terreno. Il potere passò agli organi del governo provvisorio russo. Nelle condizioni di democrazia sono emerse anche diverse organizzazioni politiche e pubbliche, comprese quelle ucraine. Il 7 (20) novembre 1917, la regione di Kharkiv divenne parte della Repubblica Popolare Ucraina (UNR) in conformità con il 3° universale della Repubblica popolare ucraina.
Serhiy Tymoshenko fu commissario provinciale (governatore) di Kharkiv Oblast per il Consiglio centrale ucraino della Repubblica popolare ucraina nel novembre-dicembre 1917. Il 9 (22) dicembre 1917, le truppe della Russia sovietica, con l'aiuto dei bolscevichi locali, disarmò le unità militari della Repubblica popolare ucraina e catturò Kharkiv. Sotto la protezione delle truppe bolsceviche russe, l'11-12 (24-25) dicembre 1917, si tenne a Kharkiv il cosiddetto Primo Congresso dei Soviet di tutta l'Ucraina, che dichiarò rovesciato il governo dell'UNR e l'Ucraina - l'URSS all'interno della RSFSR. I delegati al congresso erano quasi esclusivamente bolscevichi russi, che non potevano assolutamente rappresentare l'intera popolazione dell'Ucraina. Nel gennaio 1918 i bolscevichi russi presero il controllo dell'intero territorio della provincia.
Nell'aprile-maggio 1918, le truppe della Germania e della Repubblica popolare ucraina, che combatterono insieme contro la Russia sovietica, liberarono l'Oblast di Kharkiv e occuparono i distretti vicini delle province russe di Kursk e Voronezh. Durante il regno di Hetman Skoropadsky, queste terre furono temporaneamente annesse allo Stato ucraino.
La provincia doveva essere composta da 22 contee: già esistenti 11 contee con la prevista aggiunta di 10 contee e 1 distretto dalla provincia di Kursk: contea di Suzhansky, contea di Graivoronsky, contea di Bilhorod, contea di Korochan, contea di Novooskil, contea di Oboyan; dalla provincia di Voronezh: distretto di Valuysky, distretto di Byryuchinsky, distretto di Bogucharsky, distretto di Ostrogozsky; dal distretto militare del distretto di Don Donetsk. Elenco delle contee, alcune delle quali avrebbero dovuto essere annesse a contee adiacenti esistenti o appena annesse: dalla provincia di Kursk: contea di Kursk, contea di Tymsky, contea di Starooskilsky; dalla provincia di Voronezh: distretto di Korotoyak.
Hryhoriy Stepura era il commissario provinciale (governatore) dell'Oblast di Kharkiv sotto la Repubblica popolare ucraina nell'aprile-maggio 1918. Gli anziani provinciali (governatori) dell'Oblast di Kharkiv sotto Skoropadskyi erano Petro Zaliskyi e Serhiy Shidlovskyi. Graivoronskyi; Belgorodskyi; Distretto di Korochansky del Governatorato di Kursk e Distretto di Valuysky del Governatorato di Voronezh.
Nella seconda metà del 1918, la divisione Zaporizhia dell'esercito ucraino fu acquartierata nel territorio della provincia. Nel novembre 1918, ha sostenuto la rivolta anti-hetman del Direttorio dell'UNR e ha sostituito il governo di Skoropadsky con l'UNR.
- Comandante della provincia dal 16 novembre 1918 all'11 dicembre 1918 Vasyl Oleksiyovych Nelhovskyi
- Comandante della provincia dall'11 dicembre 1918 — Truba P.N.

Ma già nel gennaio 1919, Kharkiv Oblast fu catturata dalle truppe della RSFSR. Tra giugno e luglio 1919, la provincia fu occupata dalle truppe bielorusse di Denikin. Nel dicembre 1919, Kharkiv Oblast fu nuovamente occupata dalle truppe della Russia sovietica. La città di Kharkiv divenne il centro amministrativo della SSR ucraina fino al 1934.
Nel 1920 le contee di Izyum e Starobil furono annesse alla provincia di Donetsk.
Nel 1922 il distretto di Chuguyiv fu sciolto. I volost di Zarozhenska, Vvedenska, Chuguyivska con la città di Chuguyev e Pechenezhska furono trasferiti nella contea di Kharkiv, Burlutsk a Kupyansk, Volohovo-Yarsk, Lebedynsk e Korobchensk a Zmievsky, Novo-Burlutsk a Volchansky.
Nel 1923 fu attuata una riforma amministrativa in URSS. La divisione "volost-contea-provincia" viene cambiata in "distretto-distretto-provincia". Secondo la decisione della XII sessione del VUCVK della 7ª convocazione, le contee vengono liquidate. Invece di loro, i distretti vengono creati dal consolidamento e i distretti vengono creati dal consolidamento dei volost.
Nel corso del 1925 furono attuate le seguenti trasformazioni amministrative e territoriali: liquidati i distretti a basso potere, trasferiti centri amministrativi distrettuali in insediamenti economicamente più forti, con la contestuale ridenominazione dei distretti. Sì, la divisione distrettuale della provincia di Kharkiv ha subito dei cambiamenti. Kharkiv GATC ha proposto le seguenti trasformazioni della divisione distrettuale: Trostyanets dal distretto di Sumy sarà trasferito al distretto di Okhtyr, Mykolo-Komyshevskyi, Kozacho-Lopanskyi, Korobchanskyi, Korotichanskyi, Khotomlyanskyi, Tsyrkunivskyi, Mykhailivskyi del distretto di Sumy, Novo-Ryabinivskyi di Okhtyr, Shipovatskyi dal Kupyan, Malo - di Komysheva del Izyum; rinominare il distretto di Rubezhansky in Staro-Saltivskyi, il distretto di Borovsky in Horokhovatskyi, il distretto di Otradivskyi (Vidradivskyi) in distretto di Lozovenkivskyi. TsATK ha approvato le proposte menzionate.
Sono state inoltre identificate città e paesi della regione di Kharkiv.
Il 1º agosto 1925, con decisione del IX Congresso pan-ucraino dei Soviet, fu abolita la divisione in province e gradualmente fu introdotta la divisione "consiglio di villaggio-distretto". La provincia di Kharkiv cessò di esistere e i suoi distretti iniziarono a essere subordinati direttamente al centro repubblicano.